# Europäischer Pfeifenstrauch

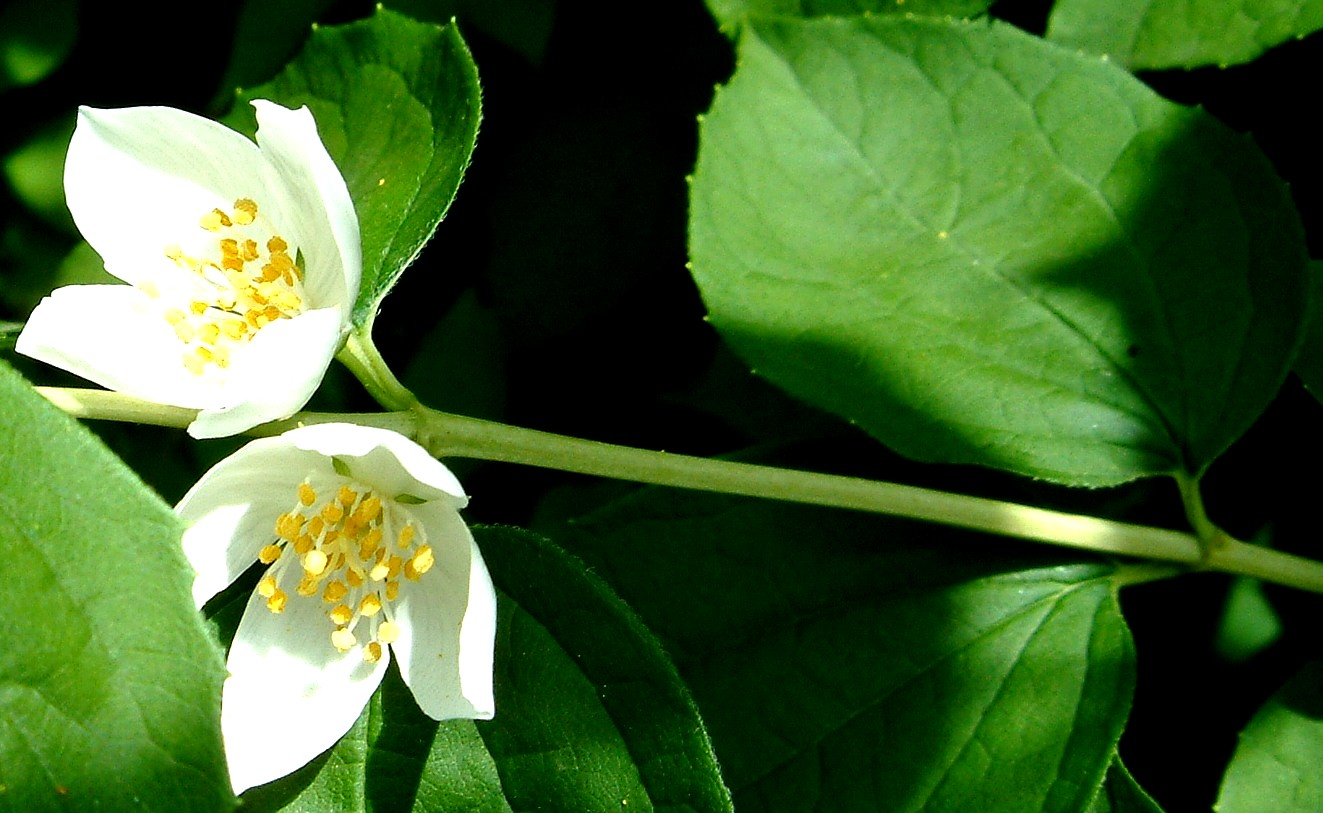
Pfeifenstrauch Anfang Juni in Sachsen

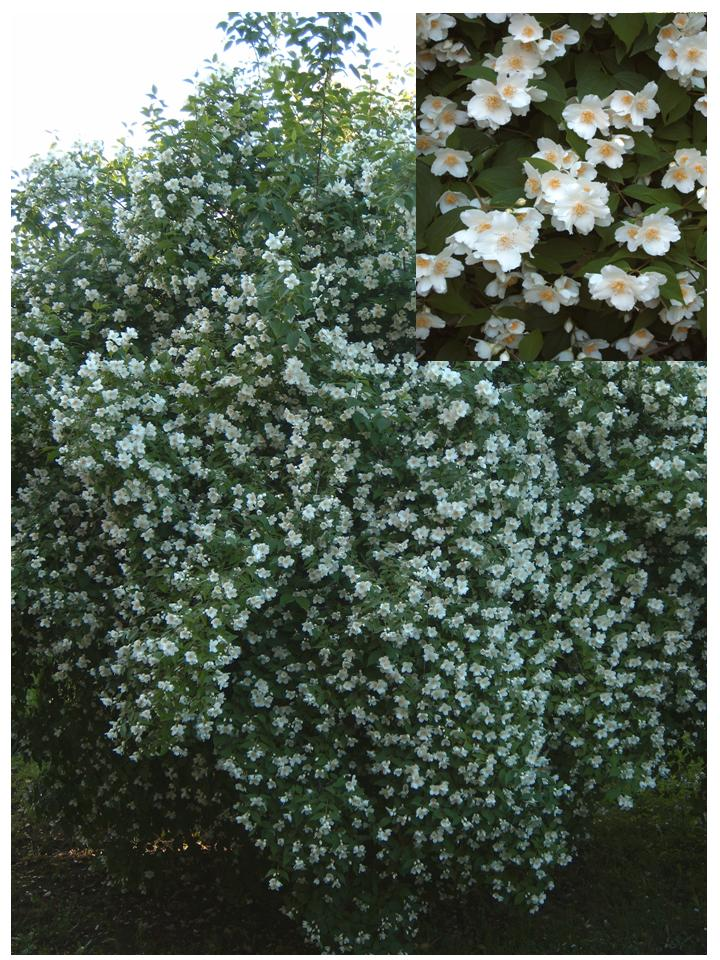
Pfeifenstrauch in voller Blüte mit vergrößerten Blüten (rechts oben)

Der Europäische Pfeifenstrauch (Philadelphus coronarius), auch Blasser Pfeifenstrauch, Falscher Jasmin, Sommerjasmin oder Bauernjasmin genannt, ist eine Pflanzenart aus der Familie Hortensiengewächse (Hydrangeaceae).
Beheimatet ist die Art in Südosteuropa und Italien. Sie ist ein häufiger Zierstrauch in Gärten und Parks.

## Beschreibung
Der Europäische Pfeifenstrauch ist ein sommergrüner Strauch, der Wuchshöhen von bis zu 4 m erreicht. Die Zweige haben eine hellbraune, raue Rinde. Die gegenständig angeordneten, gestielten Laubblätter sind hellgrün, elliptisch, schwach gezähnt, 6 bis 12 Zentimeter lang und bis 5 cm breit.
An Kurztrieben in endständigen traubigen Blütenständen sitzen je fünf bis zehn Blüten zusammen.
Die stark duftenden, radiärsymmetrischen, zwittrigen Blüten sind vierzählig und haben einen Durchmesser von 3 Zentimetern. Die vier Kelchblätter sind grün. Die vier weißen, freien Kronblätter sind 12 bis 18 Millimeter lang; sie sind in der Knospenlage rechtsdeckend. Die zahlreichen Staubblätter sind gelb. Blütezeit ist der Frühsommer. Es werden sich längs öffnende Kapselfrüchte gebildet, die viergeteilt, etwa 1,5 Zentimeter lang sind und viele 3 Millimeter lange Samen enthalten.
Die Chromosomenzahl beträgt 2n = 26.

## Ökologie
Die Blüten duften stark und angenehm, aber oft erst abends und dann besonders intensiv. Es sind vorweibliche „Nektar führende Scheibenblumen“. Auf dem Fruchtknoten, der mit dem Blütenboden verwachsen ist, befindet sich der Nektarbehälter. Bestäuber sind vielerlei Insekten. Blütezeit ist der Frühsommer. 
Früchte sind aus dem unterständigen Fruchtknoten entstandene wandspaltige Trockenkapseln mit zahlreichen Samen, die als Windstreuer verbreitet werden. Dazu erfolgt Menschenausbreitung, so dass die Art zum Kulturrelikt wurde. Fruchtreife ist von September bis Oktober.
An den Schösslingen kommt es oft zu einem Massenbefall durch die Schwarze Bohnenlaus, Aphis fabae, Es können ganze Zweige schwarz werden. Diese Laus benötigt einen Wirtswechsel und ist auch auf der Saubohne, Klatsch-Mohn und Rüben anzutreffen.

## Sorten
Es gibt Sorten mit einfachen oder gefüllten Blüten. Hier eine Auswahl von Sorten: 
- 'Aureus': Ist ein kleiner Strauch von nur etwa 1,1 m Wuchshöhe mit gelblichen Laubblättern. Die weißen Blüten haben einen intensiven süßlichen Duft.
- 'Nanus' = 'Pumilus'
- 'Variegatus'
- 'Zeyheri': Wird bis 4 m hoch; mit ungefüllten, strahlend schneeweißen, duftenden Blüten.

- 'Bouquet Blanc', Hybride
- 'Dame Blanche', Hybride
- 'Erectus', Hybride
- 'Girandole', Hybride
- 'Manteau d'Hermine', Hybride
- 'Mont-Blanc', Hybride
- 'Natchez', Hybride
- 'Schneesturm', Hybride

Die Lemoine (Philadelphus × lemoinei) ist eine vom französischen Pflanzenzüchter Victor Lemoine erzielte Kreuzung zwischen dem Europäischen Pfeifenstrauch (Philadelphus coronarius) und dem Kleinblättrigen Pfeifenstrauch (Philadelphus microphyllus), die ein Vorfahre vieler Sorten geworden ist; hier eine Auswahl:
- 'Avalanche'
- 'Belle Etoile'
- 'Innocence'

Philadelphus × virginalis ist eine weitere Hybride innerhalb der Gattung; auch hier eine Sortenauswahl: 
- 'Minnesota Snowflake', Hybride
- 'Virginal', Hybride